# Bogiše
Bogiše (en serbe cyrillique : Богише) est un village de Serbie situé dans la municipalité de Brus, district de Rasina. Au recensement de 2011, il comptait 295 habitants.

## Démographie
| 1948 | 1953 | 1961 | 1971 | 1981 | 1991 | 2002 | 2011 |
| ---- | ---- | ---- | ---- | ---- | ---- | ---- | ---- |
| 489  | 552  | 516  | 494  | 441  | 379  | 331  | 295  |

|  |